# Georges Snyders
Pour les articles homonymes, voir Snyders.
Georges Snyders est un philosophe et chercheur français en sciences de l'éducation, né le 28 avril 1917 dans le 9e arrondissement de Paris et mort le 27 septembre 2011 dans le 19e arrondissement de Paris.
Auteur de nombreux travaux en pédagogie, le fil conducteur de son œuvre peut tenir en une phrase qui fait le titre du dernier ouvrage qu'il a publié : j'ai voulu qu'apprendre soit une joie. Cet engagement ontologique allait de pair avec une pensée politique qui l'a amené, dès la Libération et non sans débats au regard de l'Histoire, au communisme.

## Biographie

### Enfance et formation
Georges Snyders naît le 28 avril 1917 dans le 9e arrondissement de Paris, fils de Moïse Snyders dit Maurice (1886-?), courtier en diamants pour des maisons d'Amsterdam et d'Anvers et d'Élisabeth Mullen. Ses parents, néerlandais, sont en France depuis 1910 ; son père est passionné de musique. Lui-même travaille le piano avec Lazare-Lévy.
Georges Snyders entre à l'École normale supérieure de la rue d'Ulm en 1937.

### Seconde Guerre mondiale
En 1939, la Seconde Guerre mondiale fait de Georges Snyders un aspirant dans l'artillerie.
Après la débâcle, il se réfugie à Agen et vit en donnant des leçons particulières, puis se rend Lyon où il obtient une bourse à l'école normale. Ne pouvant poursuivre ses études du fait des lois de Vichy, il entre dans la Résistance avec un ami alsacien et fabrique de faux papiers dans la clandestinité.

### Déportation
Georges Snyders est arrêté en 1944 à Lyon, interné à la prison Montluc, puis transféré au camp de Drancy et déporté au camp d'Auschwitz, par le convoi no 76, en date du 30 juin 1944, sa dernière adresse est au 26 rue Vitton à Lyon.

### Retour en France
Georges Snyders est libéré par les Soviétiques et rentre en France en prenant le bateau à Odessa pour arriver à Marseille.
Il reprend ses études à l'École normale supérieure et prépare l'agrégation avec Althusser.
Il se marie avec Annette Zélie Strauss (1924-2003) ; ils ont ensuite trois enfants, Nicole, Jean-Claude Snyders et Hélène.

#### Après Auschwitz
La survie à l'univers concentrationnaire, survie aléatoire, et traumatisante, la difficulté à transmettre ce que Georges Snyders pense indicible, engendrent pour lui comme pour la plupart des survivants à la déportation un enfouissement dans la mémoire individuelle et un engagement politique. Le cortège dramatique des « brûlures de l'histoire » le fait adhérer au Parti communiste français. Georges Snyders, toutefois n'a pas participé en tant qu'intellectuel communiste, à la revue La Nouvelle critique à laquelle nombre de ses pairs ont contribué entre 1948 et 1980. Son terrain fut essentiellement professionnel. Ayant repris les études en 1946, agrégé de philosophie, enseignant à l'Université (Nancy, puis Paris V), il se spécialise dans les sciences de l'éducation.
La mémoire concentrationnaire, quant à elle, ressurgit de la chappe de silence où il la tenait. Face aux interrogations de ses proches, il accorde un entretien au journal Le Monde (daté des 22-23 janvier 1995) à l'occasion du 50e anniversaire de la libération d'Auschwitz et il livre en 1996, un entretien publié dans L'Humanité où le dialogue avec son fils permet de mesurer le traumatisme que cette mémoire absente pouvait avoir engendré.

#### Le pédagogue et le chercheur
Georges Snyders devient une référence dans le domaine des sciences de l'éducation, traçant un sillon qu'il définit ainsi :
- « Mon » école doit viser la joie des élèves pendant qu'ils y sont. Ce que je nomme la joie culturelle scolaire.
- (Il y a) « deux cultures ». La culture élaborée, celle des grandes découvertes scientifiques, des grandes œuvres artistiques et littéraires. Et il y a ce que j'appelle une culture première. Celle que les jeunes acquièrent par leur vie aujourd'hui.
- Or l'école traditionnelle ne valorise que la culture élaborée et veut ignorer la culture première. Certains mouvements pédagogiques, par ailleurs importants, risquent l'erreur inverse.
- Ce qui me semble être la grande affaire de l'école, c'est d'aider les jeunes à franchir le pont qui sépare l'une et l'autre culture. C'est la capacité de la culture de masse à aller vers la culture élaborée.
- C'est aller vers la joie culturelle scolaire. Or l'idée reçue c'est qu'il est normal que la joie commence quand on quitte l'école. La joie à l'école doit naître de la culture élaborée (qui) éclaire et enrichit la culture première (...)
- La joie scolaire c'est la découverte du refus de la fatalité.

### Mort
Georges Snyders meurt 27 septembre 2011 dans le 19e arrondissement de Paris, âgé de 94 ans.

## Distinctions
Georges Snyders est nommé chevalier de l'ordre national de la Légion d'honneur, décoré de la croix de guerre 1939-1945 et de la médaille de la Résistance française.

## Publications
- J'ai voulu qu'apprendre soit une joie, éditions Sylepse, 2008  (ISBN 9782849501740).
- Pères d'hier, pères d'aujourd'hui (avec des textes de Boris Cyrulnik, Georges et Jean-Claude Snyders, François Dubet), Nathan, 2007
- Toujours à gauche, éditions Matrice, 2005.
- Deux pensées qui contribuent à me maintenir communiste : Bertolt Brecht, Antonio Gramsci ; suivi d'un dialogue avec Jacques Ardoino, éditions Matrice, 2004.
- De la culture des chefs-d'œuvre et des hommes, à l'école, éditions Matrice, 2002
- L'école comme vie, la vie en tant qu' « école », éditions Matrice, 2001
- La musique comme joie à l'école, L'Harmattan, 1999.
- Marx au regard de Jaurès, éditions Matrice, 1998.
- Y a-t-il une vie après l'école ?, éditions ESF, 1996.
- Heureux à l'université, Nathan Pédagogie, 1994.
- Des élèves heureux..., éditions EAP, 1991 (réed. augmentée, L'Harmattan, 1999).
- L'école peut-elle enseigner les joies de la musique ?, éditions EAP, 1989
- La joie à l'école, PUF, 1986.
- Il n'est pas facile d'aimer ses enfants, PUF, 1980. (Réed. 1982)
- École, classe et lutte des classes, PUF, 1976.
- Où vont les pédagogies non-directives ?, PUF, 1973. (Réed. PUF, 1974, 1975, 1985)
- Pédagogie progressiste, PUF, 1971. (Réed. 1973, 1975)
- Le goût musical en France aux XVIIe et XVIIIe siècles, J. Vrin, 1968.
- La Pédagogie en France aux XVIIe et XVIIIe siècles, Thèse de doctorat, PUF, 1965.

## Articles parus dans les journaux
Articles sur, de ou avec Georges Snyders, parus dans le journal L'Humanité :
- 29 juin 1981 : Georges Snyders, savant en éducation, Arnaud Spire.
- 6 novembre 1986 : Le gai savoir, par Georges Snyders.
- 20 novembre 1996 : Snyders père et fils, le malentendu d'Auschwitz, interview réalisé par le journaliste Jean-Paul Monferran. Voir Jean-Claude Snyders.
- 11 avril 1998 : Georges Snyders, Marx revisité par Jaurès, compte-rendu de lecture de l'ouvrage Marx au regard de Jaurès, réalisé par Jean-Paul Monferran.
- 1er avril 2005 : Éloge du communisme revisité, note de lecture sur l'ouvrage Toujours à gauche, réalisée par Pierre Boutan, spécialiste en sciences du langage.